# Souleymane Diaby
Souleymane Diaby (* 8. Oktober 1999 in Divo) ist ein ivorischer Fußballspieler. Der Linksverteidiger steht beim Schweizer FC Winterthur unter Vertrag und ist ehemaliger Juniorennationalspieler.

## Karriere

### Verein
In seiner Jugend spielte Diaby für Olympic Sport Abobo. Im Herrenbereich spielte er zunächst für die ES Bingerville, ehe ihn im Januar 2017 der Erstligist AS Denguélé verpflichtete. Mit der Mannschaft stieg er am Saisonende ab, woraufhin er den Verein im Sommer 2017 wieder verließ. Stattdessen schloss er sich dem Ligakonkurrenten SC Gagnoa an, für den er anschließend vier Jahre lang aktiv war und mit dem er in seiner ersten Saison 2017/18 ivorischer Vizemeister wurde.
Im Sommer 2021 ging Diaby in die Schweiz und absolvierte ein Probetraining beim Zweitligisten FC Winterthur, der ihn anschließend verpflichtete und mit einem Zweijahresvertrag ausstattete. Ab dem Herbst 2021 konnte sich Diaby dort als linker Außenverteidiger als Stammspieler durchsetzen und stieg mit dem Verein am Saisonende in die Super League auf. Dort behielt er seinen Stammplatz und verlängerte 2022 sowie erneut 2024 seinen Vertrag jeweils vorzeitig um zwei weitere Jahre bis 2025 beziehungsweise 2027.

### Nationalmannschaft
Im Alter von 14 Jahren nahm Diaby 2013 mit der ivorischen U17-Nationalmannschaft an der U17-Weltmeisterschaft teil und kam dort zu zwei Einsätzen. Später spielte er auch in der U20-Auswahl.
Im März 2021 wurde er für zwei Qualifikationsspiele für den Afrika-Cup erstmals in den Kader der ivorischen A-Nationalmannschaft berufen, jedoch ohne dort anschließend zum Einsatz zu kommen.

### Erfolge
- Aufstieg in die Super League (Schweiz): 2022
- Ivorischer Vizemeister: 2018